# Transnationale geschiedenis

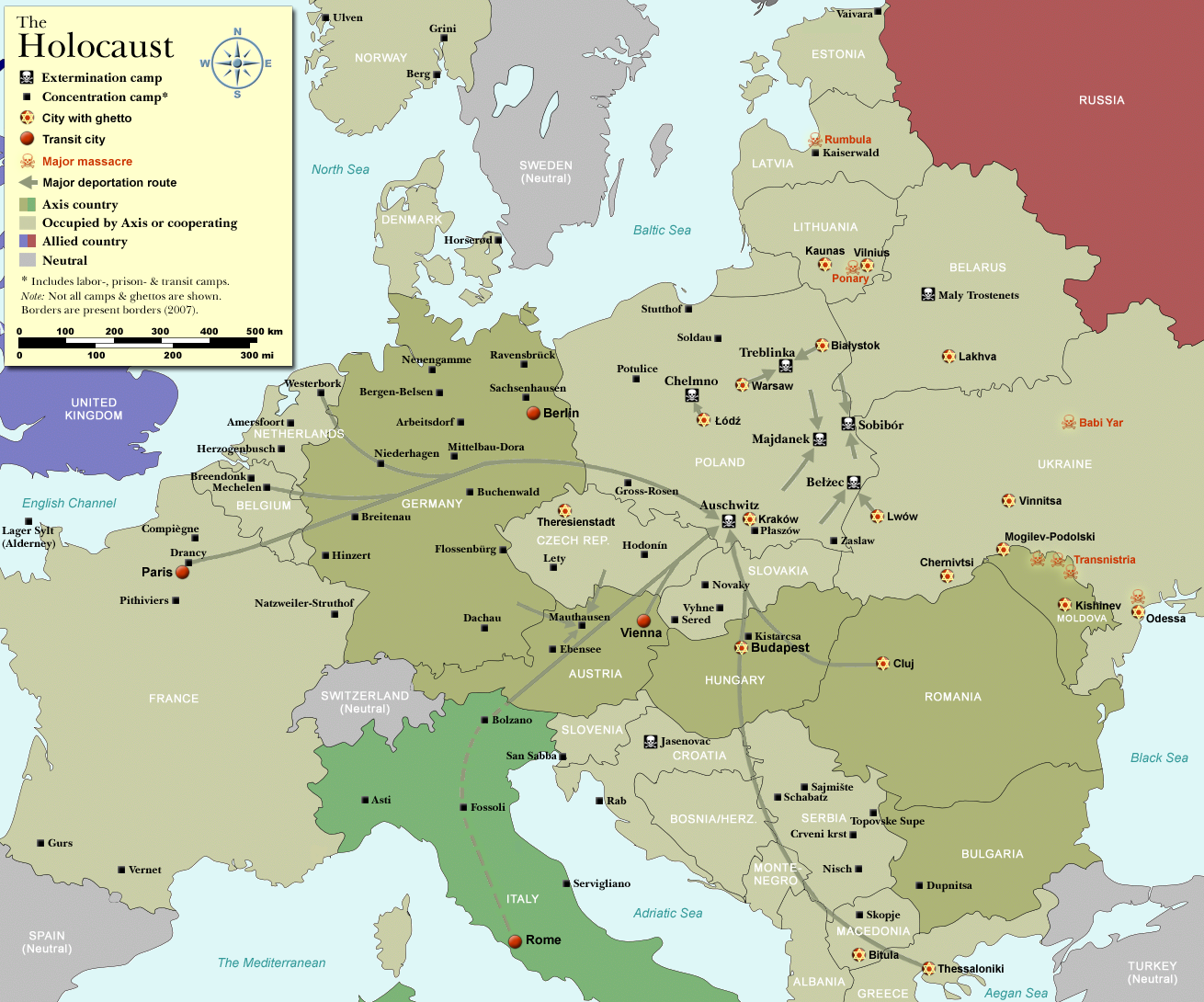
Kaart over de Holocaust met onder meer transnationale bewegingen aangegeven.

Transnationale geschiedenis is een tak van de geschiedwetenschap die zich bezighoudt met hoe ontwikkelingen binnen de geschiedenis van één land zijn gevormd door de ontwikkelingen buiten dit land. In meer enge zin houdt transnationale geschiedenis zich bezig met grensoverschrijdende historische fenomenen; dit wijkt af van de internationale geschiedenis die zich bezighoudt met de relaties tussen nationale staten. Voorbeelden van transnationale gebeurtenissen zijn de Spaanse Burgeroorlog en de Holocaust.
Oorspronkelijk komt de benaming 'transnationaal' uit de rechtswetenschappen. In de jaren vijftig van de twintigste eeuw begonnen juristen deze term te gebruiken voor grensoverschrijdende juridische fenomenen als wetgeving en instituties. Via de sociale wetenschappen migreerde het concept in de jaren negentig naar de geschiedwetenschap. Daar werd met name omarmd door de beoefenaars van de vergelijkende geschiedenis.
Het idee van transnationalisme komt uit 1991, met Australisch historicus Ian Tyrrell als pionier, maar het was in het onderzoeksveld van amerikanistiek, in de late jaren 1990, dat het concept daadwerkelijk werd ontwikkeld. Sindsdien is de term algemeen overgenomen door de geschiedwetenschap. Aangezien het concept nog los van de geschiedwetenschap bestaat (en vaak multidisciplinair wordt uitgeoefend) is er geen consensus over hoe de term precies omschreven dient te worden. 'Transnationale geschiedenis' wordt dan ook gebruikt als overkoepelende term voor allerlei benaderingen die zich afzetten tegen de nationale geschiedenis.

## Ideeën over het concept
- Deens historicus Nils Arne Sørensen benadrukt dat een belangrijk kenmerk van transnationale geschiedenis is om afstand te nemen van de natiestaat als het "natuurlijke" frame voor historische analyse. Deze heroriëntatie van historische studies kan worden gezien als tegengesteld aan de nationale en vaak nationalistische geschiedschrijving van de negentiende eeuw, toen men in Europa geschiedenis als wetenschap ging uitoefenen.
- Akira Iriye en Pierre-Yves Saunier definiëren transnationale geschiedenis als "de geschiedenis van verbindingen en circulaties in het moderne tijdperk (...) over politiek en samenlevingen heen"[1].
- Ian Tyrrell heeft betoogd dat transnationale geschiedenis is gerelateerd aan de Annales-school.